# Ternat (Haute-Marne)
Ternat ist eine französische Gemeinde mit 60 Einwohnern (Stand 1. Januar 2022) im Département Haute-Marne in der Region Grand Est. Sie gehört zum Kanton Villegusien-le-Lac und zum Arrondissement Langres. 

## Lage
Die Gemeinde Ternat liegt 17 Kilometer nordwestlich von Langres. Sie ist umgeben von folgenden Nachbargemeinden:
| Bugnières            |                                             | Marac    |
| Giey-sur-Aujon       | Kompassrose, die auf Nachbargemeinden zeigt | Ormancey |
| Saint-Loup-sur-Aujon |                                             | Vauxbons |

## Bevölkerungsentwicklung

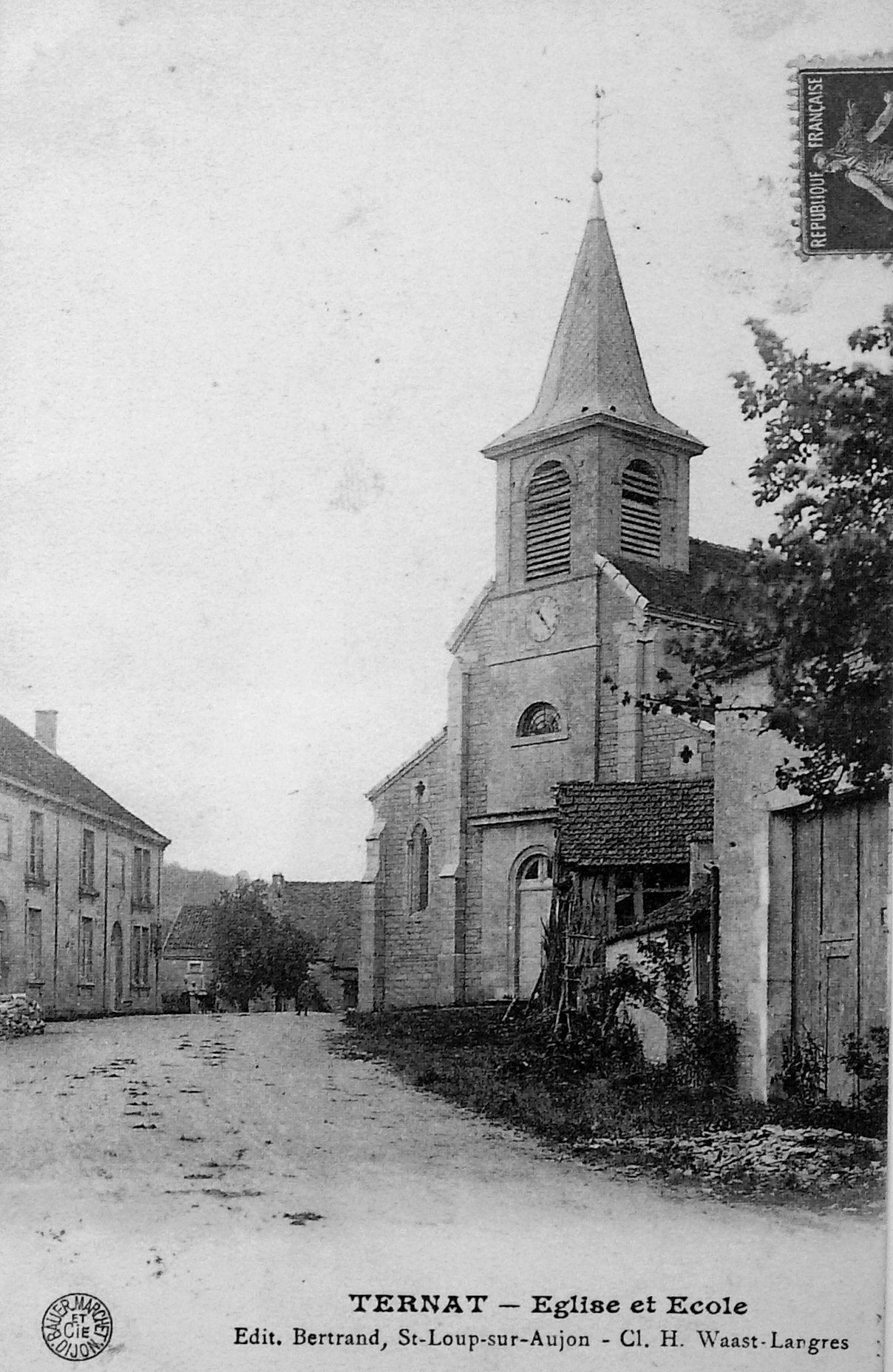
Alte Postkarte der Kirche Saint-Claude

| Jahr                       | 1962 | 1968 | 1975 | 1982 | 1990 | 1999 | 2008 | 2019 |
| -------------------------- | ---- | ---- | ---- | ---- | ---- | ---- | ---- | ---- |
| Einwohner                  | 92   | 71   | 55   | 43   | 40   | 46   | 54   | 64   |
| Quellen: Cassini und INSEE |      |      |      |      |      |      |      |      |